# Wilfried Schaelicke
Wilfried Schaelicke, auch Wilfried Schälicke (* 22. Februar 1937; † 22. April 2018), war ein deutscher Schauspieler, Synchron- und Hörspielsprecher.

## Leben
Schaelicke spielte in den Filmen Das Sandmännchen und Der Froschkönig mit. Seine bekannteste Synchronrolle war die des Pinocchio in der ersten deutschen Synchronfassung (1951) des Disneyfilms Pinocchio, das hölzerne Bengele. Er synchronisierte auch den Hasen Klopfer in der ersten deutschen Fassung von Bambi. Daneben wirkte Schaelicke in Hörspielen mit, so 1957 in Die Versuchung des jungen Pitt oder in einer Produktion von 1982, Die fremde Stimme nach Marie Luise Kaschnitz.

## Synchronrollen
- Pinocchio, das hölzerne Bengele (als Pinocchio) (Synchro 1951)
- Bambi (als Hase Klopfer) (Synchro 1951)
- Juma (als Odongo) in Odongo
- Georges Poujouly (als Christian Tardieu) in Und immer lockt das Weib
- Butch Cavell (als Carlos) in Der Mann von Alamo
- Sabu (als Prinz Azim) in Gefahr am Doro-Paß (Synchro 1952)
- Dean Stockwell (als Donald Martin) in Urlaub in Hollywood (Synchro 1950)
- Dean Stockwell (als Kim) in Kim – Geheimdienst in Indien
- Maurizio di Nardo (als Enrico Caruso) in Wunder einer Stimme – Enrico Caruso
- Johnny Sheffield (als Boy) in Tarzan und sein Sohn
- Jean Claudio (als Zarewitsch) in Rasputin (1938) (Synchro 1950)